# Glottrakärret-Venerna
Glottrakärret-Venerna este o arie protejată (arie specială de conservare — SAC, sit de importanță comunitară — SCI) din Suedia întinsă pe o suprafață de 137,5 ha, integral pe uscat.

## Localizare
Centrul sitului Glottrakärret-Venerna este situat la coordonatele 58°54′18″N 15°24′12″E / 58.9049°N 15.4032°E.

## Înființare
Situl Glottrakärret-Venerna a fost declarat sit de importanță comunitară în ianuarie 1998 pentru a proteja un număr necunoscut de specii din flora spontană și fauna sălbatică aflate în arealul zonei. Situl a fost protejat și ca arie specială de conservare în martie 2011.

## Biodiversitate
Situată în ecoregiunea boreală, aria protejată conține 1 habitat natural: Mlaștini turboase de tranziție și turbării mișcătoare.
La baza desemnării sitului se află un număr nedeclarat de specii protejate.